# Isaiah Jones (cầu thủ bóng đá, sinh năm 2001)
Isaiah Malchai Tayne Jones (sinh ngày 21 tháng 9 năm 2001) là một cầu thủ bóng đá người Anh thi đấu ở vị trí hậu vệ cho Forest Green Rovers.

## Sự nghiệp
Trong EFL Trophy 2019-20, Jones có 2 trận cho Forest Green, trước U-21 Southampton và Walsall. Vào tháng 10 năm 2019, Cirencester Town kí hợp đồng với Jones theo dạng cho mượn 1 tháng. Ngày 12 tháng 10 năm 2019, Jones ghi bàn trong trận mắt cho Cirencester, trong thất bại 3-2 tại FA Trophy trước Basingstoke Town.

## Thống kê sự nghiệp
Tính đến 9 tháng 12 năm 2019.
| Câu lạc bộ          | Mùa giải            | Giải quốc nội       | Giải quốc nội | Giải quốc nội | Cúp FA  | Cúp FA    | League Cup | League Cup | Khác    | Khác      | Tổng    | Tổng      |
| Câu lạc bộ          | Mùa giải            | Hạng đấu            | Số trận       | Bàn thắng     | Số trận | Bàn thắng | Số trận    | Bàn thắng  | Số trận | Bàn thắng | Số trận | Bàn thắng |
| ------------------- | ------------------- | ------------------- | ------------- | ------------- | ------- | --------- | ---------- | ---------- | ------- | --------- | ------- | --------- |
| Forest Green Rovers | 2019-20             | League Two          | 0             | 0             | 0       | 0         | 0          | 0          | 2       | 0         | 2       | 0         |
| Tổng cộng sự nghiệp | Tổng cộng sự nghiệp | Tổng cộng sự nghiệp | 0             | 0             | 0       | 0         | 0          | 0          | 2       | 0         | 2       | 0         |

1. ↑  Số lần ra sân ở EFL Trophy